# Characidium nupelia
Characidium nupelia és una espècie de peix de la família dels crenúquids i de l'ordre dels caraciformes.

## Morfologia
- Els mascles poden assolir 3,2 cm de llargària total.
- Nombre de vèrtebres: 33.[4]

## Hàbitat
Viu en zones de clima tropical.

## Distribució geogràfica
Es troba a Sud-amèrica: afluents del riu Cuiabá a la conca del riu Paraguai al Brasil.